# 柏原美術館
柏原美術館（かしわばらびじゅつかん）は、山口県岩国市にある古美術・陶芸品を中心とした博物館。1963年に岩国歴史美術館を前身に、2004年の岩国美術館を経て、2020年10月1日に柏原美術館に改称。別称は柏原コレクション。重要文化財、県・市指定文化財計18件を含む約6000点を所蔵。岩国城ロープウエー山麓駅前にある。

## 概要
奈良時代から江戸時代にかけての刀剣、兜、甲冑、馬具、陣羽織、書画、陶磁器やガラス工芸品など約6000点を所蔵している。また、武田信玄と上杉謙信の川中島の戦いが描かれた八曲半双の「川中島合戦図屏風」や「武田軍陣立図屏風」ほか、大名家の優美な調度品、森寛斎、横山大観などの絵師たちの絵画も約250点展示されている。日本で数少ない古武具の展示館としても有名。

## 主な収蔵品
出典:
生死の文化
- 短刀　銘・清麿（江戸時代）
- 割蛤張懸兜（安土桃山時代）
- 帽子姿兜（江戸時代）
- 赤糸威鎧（鎌倉時代）
- 火縄銃各種（戦国時代）
- 萌葱糸匂威鎧（鎌倉時代）
- 刀　銘・虎徹（江戸時代）
- 萌葱糸匂威鎧（鎌倉時代）

生活の文化
- 青釉黒彩透彫水注（江戸時代）
- 蒔絵厨子棚（江戸時代）
- 赤楽茶碗　銘・瑞雲棚
- 蒔絵貝桶（江戸時代）
- 藍色切子脚付杯（江戸時代）
- 蜻蛉蒔絵螺鈿鞍（江戸時代）

特別展示物
- 川中島合戦図屏風（戦国時代）岩国市指定文化財
- 千利休書状(安土桃山時代）
- 長州鐔　中井善助（江戸時代）
- 羽柴秀吉書状(安土桃山時代）
- 古萩茶碗（江戸時代）
- 黄地彩画群鳥文鉢
- 硝子細工鳥篭（江戸時代）

## 文化財

### 国宝
- 刀 金象嵌銘天正十三十二月日江本阿弥磨上之（花押） 所持稲葉勘右衛門尉（名物稲葉江）郷義弘作[11]

### 重要文化財
- 色々威腹巻[11]

## 利用案内
出典:
開館時間
- 9：00〜17：00（但し12月〜2月は16：00まで）

休館日
- 年末年始のみ

入場料
- 大人：個人800円/団体640円 ※団体料金は15名以上
- 高・大学生：個人500円/団体400円
- 小・中学生：個人200円/団体160円

## 所在地
出典:
- 〒741-0081　山口県岩国市横山2丁目10-27[5]

## 交通アクセス
出典:
バス
- JR 山陽新幹線 新岩国駅よりバス約10分
- JR 山陽本線 岩国駅よりバス約15分

自動車	
- 山陽自動車道 岩国インターチェンジから自動車で約8分。